# Melinoides aurantiata
Melinoides aurantiata là một loài bướm đêm trong họ Geometridae.